# Cheramoeca
Cheramoeca is een geslacht van zangvogels uit de familie zwaluwen (Hirundinidae). Het geslacht kent één soort:
- Cheramoeca leucosterna  – Witrugzwaluw